# Michael Hastings, Baron Hastings of Scarisbrick

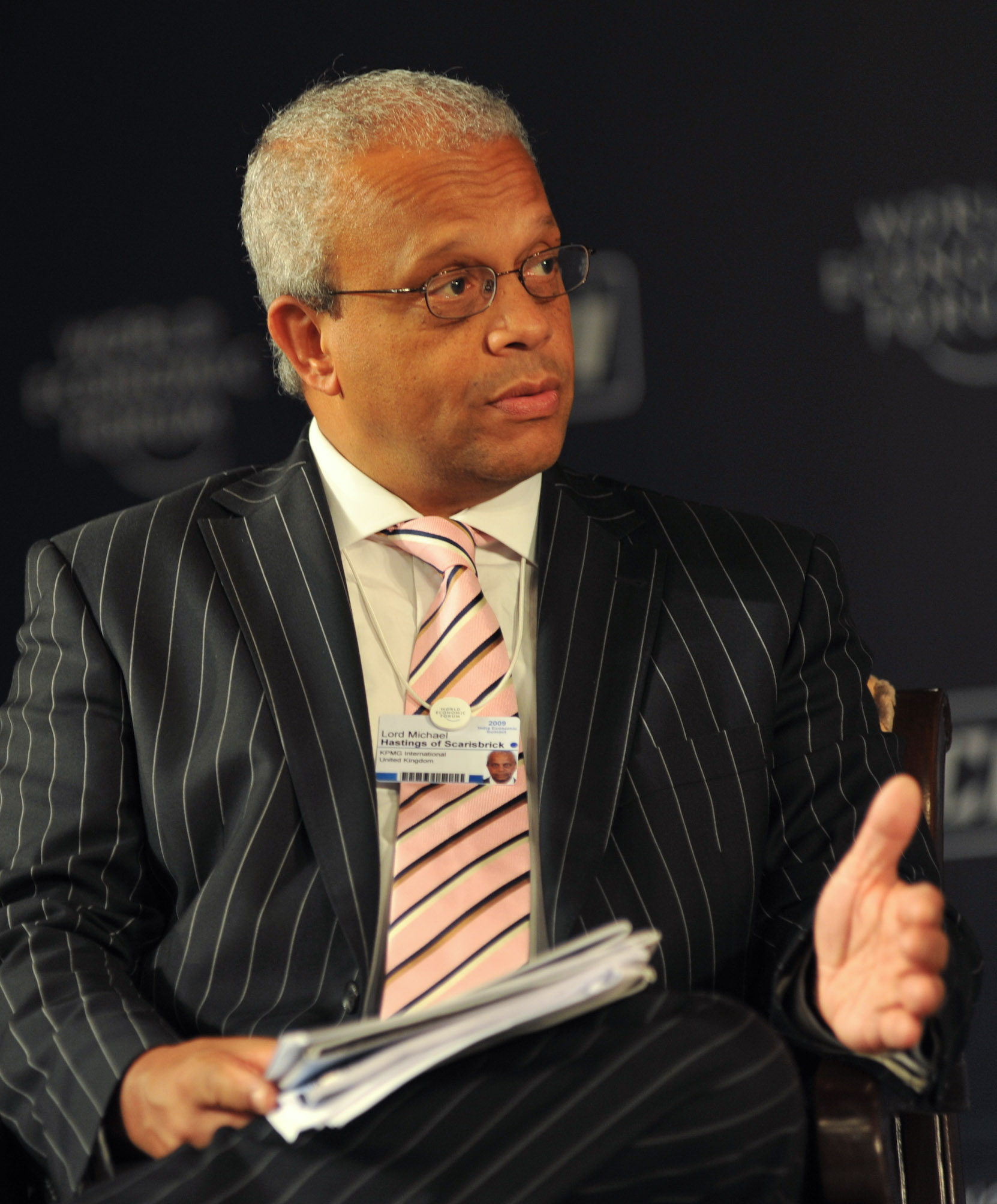
Michael Hastings, Baron Hastings of Scarisbrick

Michael John Hastings, Baron Hastings of Scarisbrick CBE (* 29. Januar 1958) ist Global Head of Corporate Citizenship bei KPMG. Als Life Peer sitzt er im House of Lords.
Von 1981 bis 1985 war er Lehrer sowie von 1990 bis 1994 Fernsehreporter und -moderator. Er war der erste Leiter der Abteilung für Corporate Social Responsibility der BBC und war vorher Leiter für Öffentlichkeitsarbeit der BBC. Er ist Abteilungsleiter bei der British Telecom (BT) und Treuhänder der Vodafone Group Foundation. Er ist Vertreter von KPMG International im Global Corporate Citizenship Committee des World Economic Forum und ist Vorsitzender des Ausschusses der Global Reporting Initiative (GRI). 2009 wurde er Mitglied des World Economic Forum’s Global Council on Diversity and Talent; 2010 arbeitete er für das Global Agenda Council on the Next Generation, 2011 für das Global Agenda Council on the Role of Business und 2012 wurde er stellvertretender Vorsitzender des World Economic Forum’s Global Agenda Council on the Role of Civil Society. Von 2008 bis 2011 leitete er auch die Global Diversity Strategie bei KPMG International.
Er ist Vorsitzender von Millennium Promise UK und Mitglied des Millennium Promise-Beirats. Er ist auch Vertreter von KPMG beim internationalen Führungsausschuss von Business in the Community.
2010 war er Chefberater des Chatham House zur zukünftigen Rolle des Vereinigten Königreichs in Auswärtigen Angelegenheiten. Er sitzt im Ausschuss des Overseas Development Institute in Großbritannien und dem Centre for Global Development in den USA. 2011 wurde er Vizepräsident von UNICEF.
Im Januar 2003 wurde er als Commander in den Order of the British Empire aufgenommen in Anerkennung seines langjährigen Einsatzes zur Verbrechensreduktion, u. a. wegen seiner 15-jährigen Tätigkeit im Vorstand von Crime Concern UK und 21 Jahren als Treuhänder. Er war neun Jahre lang tätig für die Commission for Racial Equality. Er wird zu den 100 einflussreichsten Schwarzen im Vereinigten Königreich gezählt.
Am 12. Oktober 2005 wurde er durch die Queen als Baron Hastings of Scarisbrick, of Scarisbrick in the County of Lancashire, zum Life Peer erhoben und am 6. Dezember 2005 in House of Lords eingeführt. Im gleichen Jahr wurde ihm auch der UNICEF award verliehen für seinen unermüdlichen Einsatz für afrikanische Kinder. Lord Hastings of Scarisbrick ist Präsident von ZANE, einer Entwicklungshilfeorganisation mit dem Schwerpunkt Zimbabwe. Er ist zudem Schirmherr der britischen Organisation von Child In Need India (CINI UK).